# Селимир Јовановић
Селимир Селе Јовановић  (Крњево, 23. септембар 1926  — Смедерево, 30. јул 2010) био је српски академски вајар.

## Биографија
Студирао је вајарство на Академији ликовних уметности у Београду, а након студија је провео месец дана у Француској на стручном усавршавању. Од 1960. године је предавао ликовну културу у смедеревској Гимназији. Предавао је све до 1976. године, када напушта посао и креће да се бави уметношћу, са статусом слободног уметника. Атеље му се налазио у Пионирском парку у Смедереву, у некадашњој капели немачког ратног гробља. Два пута је добио Октобарску награду општине Смедерево (1967. и 1998. године), као и Светосавску повељу општине Смедерево (2004. године).
Прву самосталну изложбу је приредио у Смедереву 1965. године, а другу 1968. године. Имао је изложбе у београдској Галерији улус-а 1967. године, а затим и 1970. године, први пут са скулптурама на музичке теме. У Смедереву је имао укупно 11 самосталних изложби, од којих је 6 приређено у организацији Музеја у Смедереву, са нагласком да су 2 имале ретроспективни карактер.

## Дела
Његова уметност се надовезује на праксу југословенске скулптуре прве половине ХХ века. Мера и склад античке скулптуре су дале његовом опусу обележје класично-монументалног. Скулптуре је правио од глине, камена, дрвета, челика и бронзе. Најзначајније скулптуре су му: Бик, Орфеј, Сизиф и Виолончелиста. У Смедереву је урадио споменик жртвама петојунске катастрофе, који је 1973. године постављен у парку између Музеја и Железничке станице, непосредно уз место трагедије. Селимир је био сведок експлозије.

## Галерија
- Скулптура из Музеја у Смедереву, Човек Бетон III, 2004. патинирани гипс
- Скулптура из Музеја у Смедереву, Торзо, 1963. патинирани гипс
- Споменик жртвама експлозије муниције 5. јуна